# Badran (Susukan)
Badran is een bestuurslaag in het regentschap Semarang van de provincie Midden-Java, Indonesië. Badran telt 1537 inwoners (volkstelling 2010).